# Frankrijk op het wereldkampioenschap voetbal 2002
Frankrijk was een van de deelnemende landen aan het wereldkampioenschap voetbal 2002 in Japan en Zuid-Korea. Het was de elfde deelname voor het land. Titelverdediger Frankrijk werd in de eerste ronde uitgeschakeld.

## Kwalificatie
Frankrijk was als titelverdediger rechtstreeks geplaatst voor het WK.

## Het wereldkampioenschap
Frankrijk werd op het WK ondergebracht in groep A, samen met Senegal, Denemarken en Uruguay. Het team van bondscoach Roger Lemerre mocht op 31 mei de openingswedstrijd spelen tegen Senegal.
Frankrijk startte het toernooi zonder spelmaker Zinédine Zidane, die wegens een blessure niet in actie kwam. Zijn plaats in het elftal werd overgenomen door Youri Djorkaeff. Senegal won het openingsduel verrassend met 1-0 dankzij een doelpunt van Papa Bouba Diop, de middenvelder van RC Lens.
Voor de tweede groepswedstrijd, tegen Uruguay, kreeg Johan Micoud de voorkeur op Djorkaeff om Zidane te vervangen. Frankrijk, dat iets recht te zetten had na de nederlaag tegen Senegal, kwam na minder dan een half uur spelen opnieuw in de problemen. Thierry Henry probeerde de bal te veroveren en zette een tackle met gestrekt been in. De Franse aanvaller raakte de voet van zijn tegenstander en kreeg meteen een rode kaart van de Mexicaanse scheidsrechter Felipe Ramos. Ondanks de man minder slaagde het team van Lemerre erin om een punt te veroveren.
In de derde groepswedstrijd maakte Zidane zijn wederoptreden. De aanvallende middenvelder van Real Madrid werd na het duel tegen Denemarken uitgeroepen tot man van de wedstrijd, maar slaagde er niet in om zijn team drie punten te bezorgen. Doelpunten van PSV-rechtsbuiten Dennis Rommedahl en Feyenoord-spits Jon Dahl Tomasson zorgden ervoor dat Denemarken met 2-0 won.
Frankrijk wist niet te scoren op het WK. De vroege uitschakeling was de slechtste prestatie ooit van een regerende wereldkampioen.

### Technische staf
| Naam            | Functie           |
| --------------- | ----------------- |
| Technische staf |                   |
| Roger Lemerre   | Bondscoach        |
| René Girard     | Assistent-trainer |
| Guy Stéphan     | Assistent-trainer |
| Bruno Martini   | Keeperstrainer    |
| Henri Émile     | Teammanager       |

### Selectie en statistieken
| Nr. | Naam                 | Geboortedatum | GW |   |   |   |   |   |   | Club                | Positie(s) |
| --- | -------------------- | ------------- | -- | - | - | - | - | - | - | ------------------- | ---------- |
| 1   | Ulrich Ramé          | 19-09-1972    | 0  | 0 | 0 | 0 | 0 | 0 | 0 | Bordeaux            | GK         |
| 2   | Vincent Candela      | 24-10-1973    | 2  | 0 | 0 | 0 | 0 | 1 | 0 | AS Roma             | LB, RB     |
| 3   | Bixente Lizarazu     | 09-12-1969    | 3  | 0 | 0 | 0 | 0 | 0 | 0 | Bayern München      | LB         |
| 4   | Patrick Vieira       | 23-06-1976    | 3  | 0 | 0 | 0 | 0 | 0 | 1 | Arsenal             | CM, DM     |
| 5   | Philippe Christanval | 31-08-1978    | 0  | 0 | 0 | 0 | 0 | 0 | 0 | FC Barcelona        | CB         |
| 6   | Youri Djorkaeff      | 09-03-1968    | 2  | 0 | 0 | 0 | 0 | 1 | 1 | Bolton Wanderers    | AM, CF     |
| 7   | Claude Makélélé      | 18-02-1973    | 1  | 0 | 0 | 0 | 0 | 0 | 0 | Real Madrid         | DM         |
| 8   | Marcel Desailly      | 07-09-1968    | 3  | 0 | 0 | 0 | 0 | 0 | 0 | Chelsea             | CB, DM     |
| 9   | Djibril Cissé        | 12-08-1981    | 3  | 0 | 0 | 0 | 0 | 3 | 0 | Auxerre             | CF         |
| 10  | Zinédine Zidane      | 23-06-1972    | 1  | 0 | 0 | 0 | 0 | 0 | 0 | Real Madrid         | AM         |
| 11  | Sylvain Wiltord      | 10-05-1974    | 3  | 0 | 0 | 0 | 0 | 0 | 3 | Arsenal             | LW, RW     |
| 12  | Thierry Henry        | 17-08-1977    | 2  | 0 | 0 | 0 | 1 | 0 | 0 | Arsenal             | CF, LW, RW |
| 13  | Mikaël Silvestre     | 09-08-1977    | 0  | 0 | 0 | 0 | 0 | 0 | 0 | Manchester United   | CB, LB     |
| 14  | Alain Boghossian     | 27-10-1970    | 0  | 0 | 0 | 0 | 0 | 0 | 0 | Parma               | CM, DM, RM |
| 15  | Lilian Thuram        | 01-01-1972    | 3  | 0 | 0 | 0 | 0 | 0 | 0 | Juventus            | RB         |
| 16  | Fabien Barthez       | 28-06-1971    | 3  | 0 | 0 | 0 | 0 | 0 | 0 | Manchester United   | GK         |
| 17  | Emmanuel Petit       | 22-09-1970    | 2  | 0 | 2 | 0 | 0 | 0 | 0 | Chelsea             | CM, LM     |
| 18  | Frank Lebœuf         | 22-01-1968    | 2  | 0 | 0 | 0 | 0 | 0 | 1 | Olympique Marseille | CB         |
| 19  | Willy Sagnol         | 18-03-1977    | 0  | 0 | 0 | 0 | 0 | 0 | 0 | Bayern München      | RB         |
| 20  | David Trezeguet      | 15-10-1977    | 3  | 0 | 0 | 0 | 0 | 0 | 1 | Juventus            | CF         |
| 21  | Christophe Dugarry   | 24-03-1972    | 3  | 0 | 1 | 0 | 0 | 2 | 1 | Bordeaux            | CF, RW, AM |
| 22  | Johan Micoud         | 24-07-1973    | 2  | 0 | 0 | 0 | 0 | 1 | 0 | Parma               | AM         |
| 23  | Grégory Coupet       | 31-12-1972    | 0  | 0 | 0 | 0 | 0 | 0 | 0 | Olympique Lyon      | GK         |

### Wedstrijden

#### Klassement groep A
| Land       | Wed | Win | Gel | Ver | DV | DT | +/− | Pnt |
| ---------- | --- | --- | --- | --- | -- | -- | --- | --- |
| Denemarken | 3   | 2   | 1   | 0   | 5  | 2  | 3   | 7   |
| Senegal    | 3   | 1   | 2   | 0   | 5  | 4  | 1   | 5   |
| Uruguay    | 3   | 0   | 2   | 1   | 4  | 5  | -1  | 2   |
| Frankrijk  | 3   | 0   | 1   | 2   | 0  | 3  | -3  | 1   |

#### Groepsfase
|                           |           |         |          | |
| 31 mei 2002 20:30 (UTC+9) | Frankrijk | 0 – 1   | Senegal  | Seoul World Cupstadion, Seoel Toeschouwers: 62.561 Scheidsrechter: Ali Bujsaim (Verenigde Arabische Emiraten) |
| 31 mei 2002 20:30 (UTC+9) |           | Verslag | 30' Diop | Seoul World Cupstadion, Seoel Toeschouwers: 62.561 Scheidsrechter: Ali Bujsaim (Verenigde Arabische Emiraten) |

| Frankrijk | Senegal |

| Frankrijk:     |    |                    |       |
|                |    |                    |       |
| GK             | 16 | Fabien Barthez     |       |
| RB             | 15 | Lilian Thuram      |       |
| CB             | 18 | Frank Lebœuf       |       |
| CB             | 8  | Marcel Desailly    |       |
| LB             | 3  | Bixente Lizarazu   |       |
| CM             | 4  | Patrick Vieira     |       |
| CM             | 17 | Emmanuel Petit     | 45+2' |
| RW             | 11 | Sylvain Wiltord    | 81'   |
| AM             | 6  | Youri Djorkaeff    | 60'   |
| LW             | 12 | Thierry Henry      |       |
| CF             | 9  | David Trezeguet    |       |
| Wisselspelers: |    |                    |       |
| FW             | 21 | Christophe Dugarry | 60'   |
| FW             | 9  | Djibril Cissé      | 81'   |
| Coach:         |    |                    |       |
| Roger Lemerre  |    |                    |       |

| Senegal:    |    |                  |     |
|             |    |                  |     |
| GK          | 1  | Tony Sylva       |     |
| RB          | 17 | Ferdinand Coly   |     |
| CB          | 13 | Lamine Diatta    |     |
| CB          | 4  | Papa Malick Diop |     |
| LB          | 2  | Omar Daf         |     |
| DM          | 6  | Aliou Cissé      | 51' |
| RM          | 14 | Moussa N'Diaye   |     |
| CM          | 19 | Papa Bouba Diop  |     |
| CM          | 15 | Salif Diao       |     |
| LM          | 10 | Khalilou Fadiga  |     |
| CF          | 11 | El Hadji Diouf   |     |
| Coach:      |    |                  |     |
| Bruno Metsu |    |                  |     |

Man van de wedstrijd:

 El Hadji Diouf

|                           |           |       |         |                                                                                           |
| 6 juni 2002 20:30 (UTC+9) | Frankrijk | 0 – 0 | Uruguay | Busan Asiad Mainstadion, Busan Toeschouwers: 38.289 Scheidsrechter: Felipe Ramos (Mexico) |
| 6 juni 2002 20:30 (UTC+9) | Verslag   |       |         | Busan Asiad Mainstadion, Busan Toeschouwers: 38.289 Scheidsrechter: Felipe Ramos (Mexico) |

| Frankrijk | Uruguay |

| Frankrijk:     |    |                    |       |
|                |    |                    |       |
| GK             | 16 | Fabien Barthez     |       |
| RB             | 15 | Lilian Thuram      |       |
| CB             | 18 | Frank Lebœuf       | 16'   |
| CB             | 8  | Marcel Desailly    |       |
| LB             | 3  | Bixente Lizarazu   |       |
| CM             | 4  | Patrick Vieira     |       |
| CM             | 17 | Emmanuel Petit     | 45+2' |
| RW             | 11 | Sylvain Wiltord    | 90+3' |
| AM             | 22 | Johan Micoud       |       |
| LW             | 12 | Thierry Henry      | 25'   |
| CF             | 9  | David Trezeguet    | 81'   |
| Wisselspelers: |    |                    |       |
| DF             | 2  | Vincent Candela    | 16'   |
| FW             | 9  | Djibril Cissé      | 81'   |
| FW             | 21 | Christophe Dugarry | 90+3' |
| Coach:         |    |                    |       |
| Roger Lemerre  |    |                    |       |

| Uruguay:       |    |                       |           |
|                |    |                       |           |
| GK             | 1  | Fabián Carini         |           |
| RB             | 3  | Alejandro Lembo       |           |
| CB             | 4  | Paolo Montero         |           |
| CB             | 14 | Gonzalo Sorondo       |           |
| LB             | 6  | Darío Rodríguez       | 73'       |
| RM             | 8  | Gustavo Varela        |           |
| DM             | 5  | Pablo García          | 11'       |
| LM             | 16 | Marcelo Romero        | 45+3' 71' |
| AM             | 20 | Álvaro Recoba         |           |
| CF             | 9  | Darío Silva           | 47' 60'   |
| CF             | 13 | Sebastián Abreu       | 45+2'     |
| Wisselspelers: |    |                       |           |
| FW             | 11 | Federico Magallanes   | 60'       |
| MF             | 22 | Gonzalo de los Santos | 71'       |
| MF             | 7  | Gianni Guigou         | 73'       |
| Coach:         |    |                       |           |
| Víctor Púa     |    |                       |           |

Man van de wedstrijd:

 Fabien Barthez

|                            |                            |         |           |                                                                                                   |
| 11 juni 2002 15:30 (UTC+9) | Denemarken                 | 2 – 0   | Frankrijk | Incheon Munhakstadion, Incheon Toeschouwers: 51.000 Scheidsrechter: Vítor Melo Pereira (Portugal) |
| 11 juni 2002 15:30 (UTC+9) | Rommedahl 22' Tomasson 67' | Verslag |           | Incheon Munhakstadion, Incheon Toeschouwers: 51.000 Scheidsrechter: Vítor Melo Pereira (Portugal) |

| Denemarken | Frankrijk |

| Denemarken:    |    |                     |         |
|                |    |                     |         |
| GK             | 1  | Thomas Sørensen     |         |
| RB             | 6  | Thomas Helveg       |         |
| CB             | 4  | Martin Laursen      |         |
| CB             | 3  | René Henriksen      |         |
| LB             | 12 | Niclas Jensen       | 71'     |
| CM             | 2  | Stig Tøfting        | 79'     |
| CM             | 17 | Christian Poulsen   | 27' 76' |
| CM             | 7  | Thomas Gravesen     |         |
| RW             | 19 | Dennis Rommedahl    |         |
| CF             | 9  | Jon Dahl Tomasson   |         |
| LW             | 10 | Martin Jørgensen    | 46'     |
| Wisselspelers: |    |                     |         |
| FW             | 8  | Jesper Grønkjær     | 46'     |
| DF             | 20 | Kasper Bøgelund     | 76'     |
| MF             | 23 | Brian Steen Nielsen | 79'     |
| Coach:         |    |                     |         |
| Morten Olsen   |    |                     |         |

| Frankrijk:     |    |                    |        |
|                |    |                    |        |
| GK             | 16 | Fabien Barthez     |        |
| RB             | 2  | Vincent Candela    | 16'    |
| CB             | 15 | Lilian Thuram      |        |
| CB             | 8  | Marcel Desailly    |        |
| LB             | 3  | Bixente Lizarazu   |        |
| CM             | 4  | Patrick Vieira     | 71'    |
| CM             | 7  | Claude Makélélé    |        |
| RW             | 11 | Sylvain Wiltord    | 83'    |
| AM             | 10 | Zinédine Zidane    |        |
| LW             | 21 | Christophe Dugarry | 8' 54' |
| CF             | 9  | David Trezeguet    |        |
| Wisselspelers: |    |                    |        |
| FW             | 9  | Djibril Cissé      | 54'    |
| MF             | 22 | Johan Micoud       | 71'    |
| MF             | 6  | Youri Djorkaeff    | 83'    |
| Coach:         |    |                    |        |
| Roger Lemerre  |    |                    |        |

Man van de wedstrijd:

 Zinédine Zidane

## Afbeeldingen

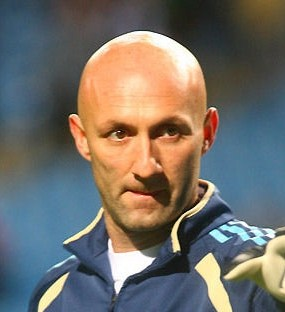
Fabien Barthez (doelman)
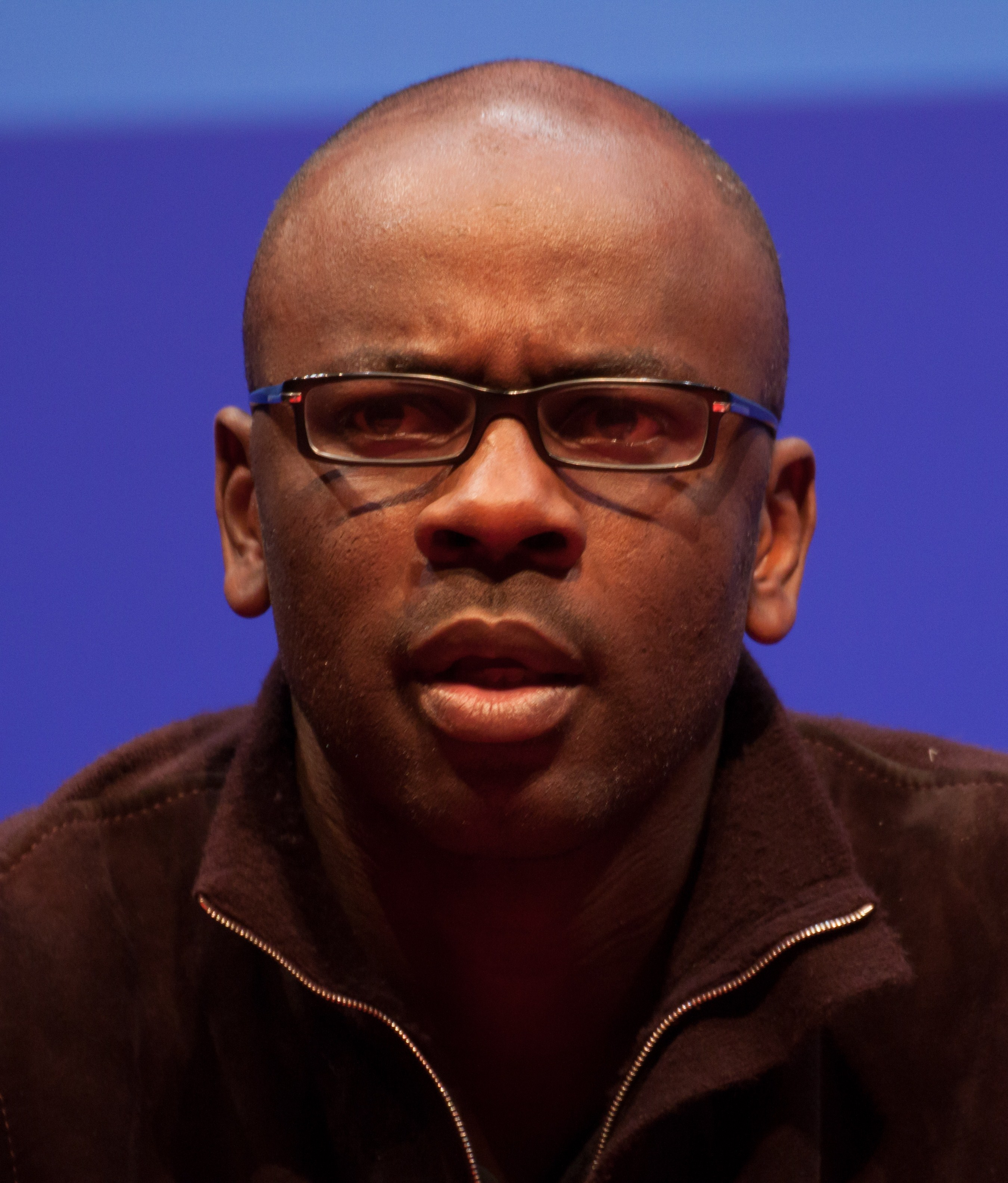
Lilian Thuram (verdediger)
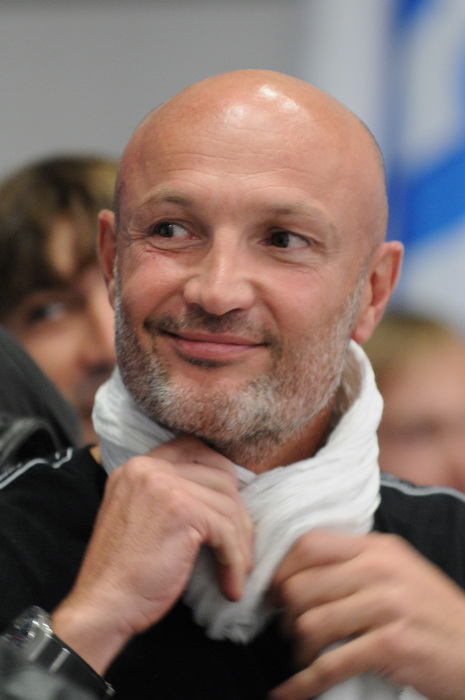
Frank Lebœuf (verdediger)
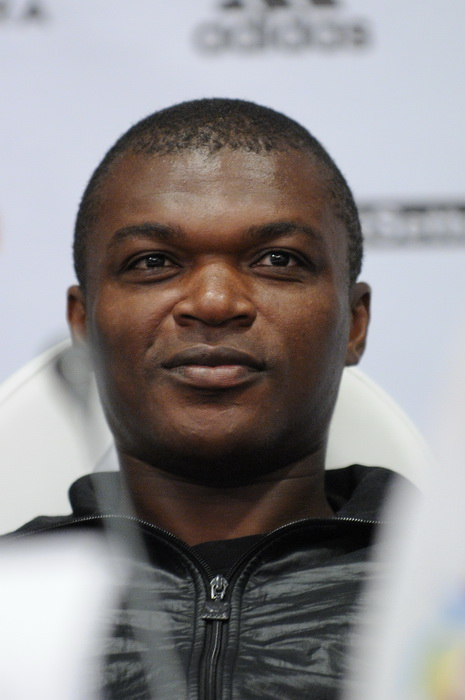
Marcel Desailly (verdediger)
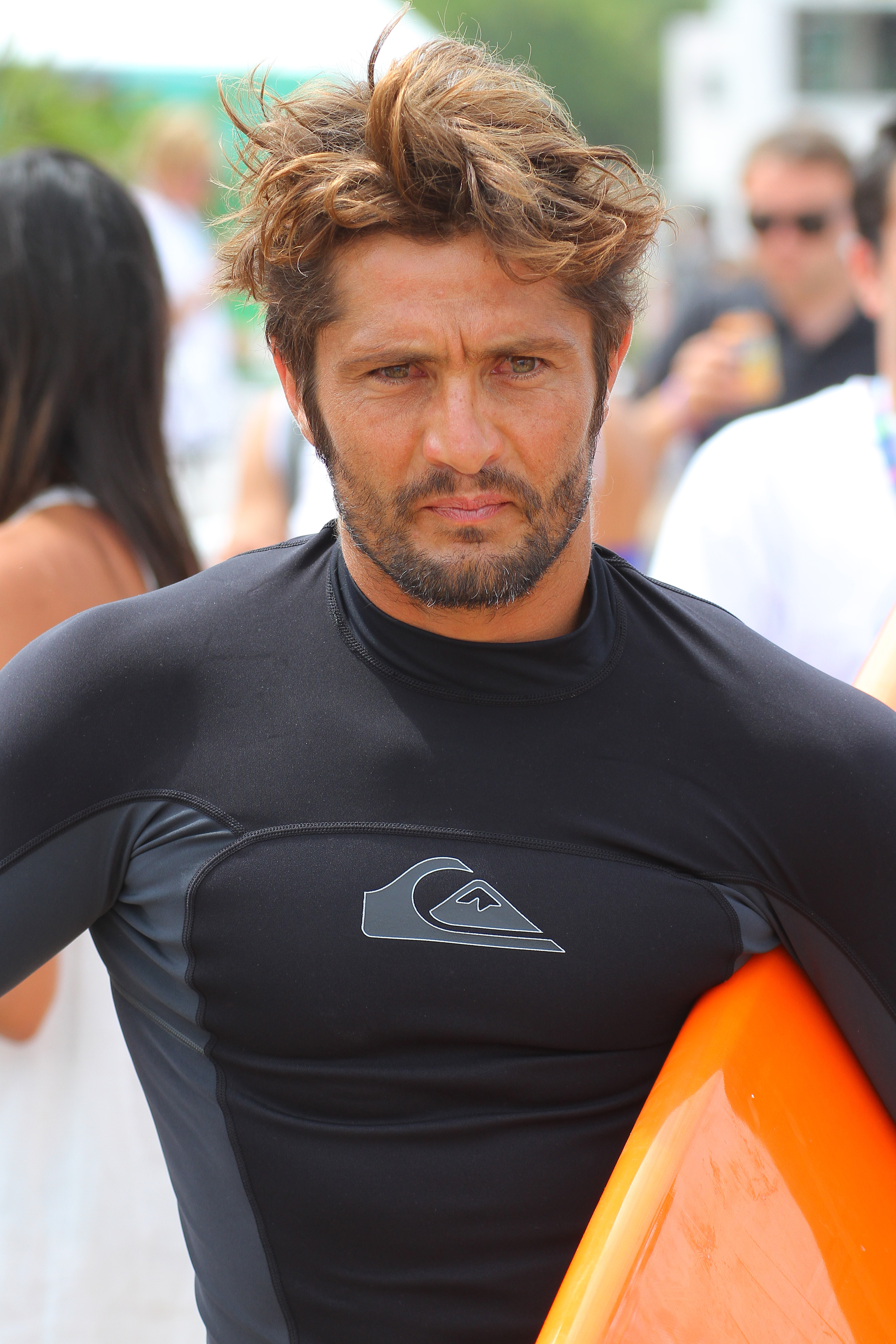
Bixente Lizarazu (verdediger)
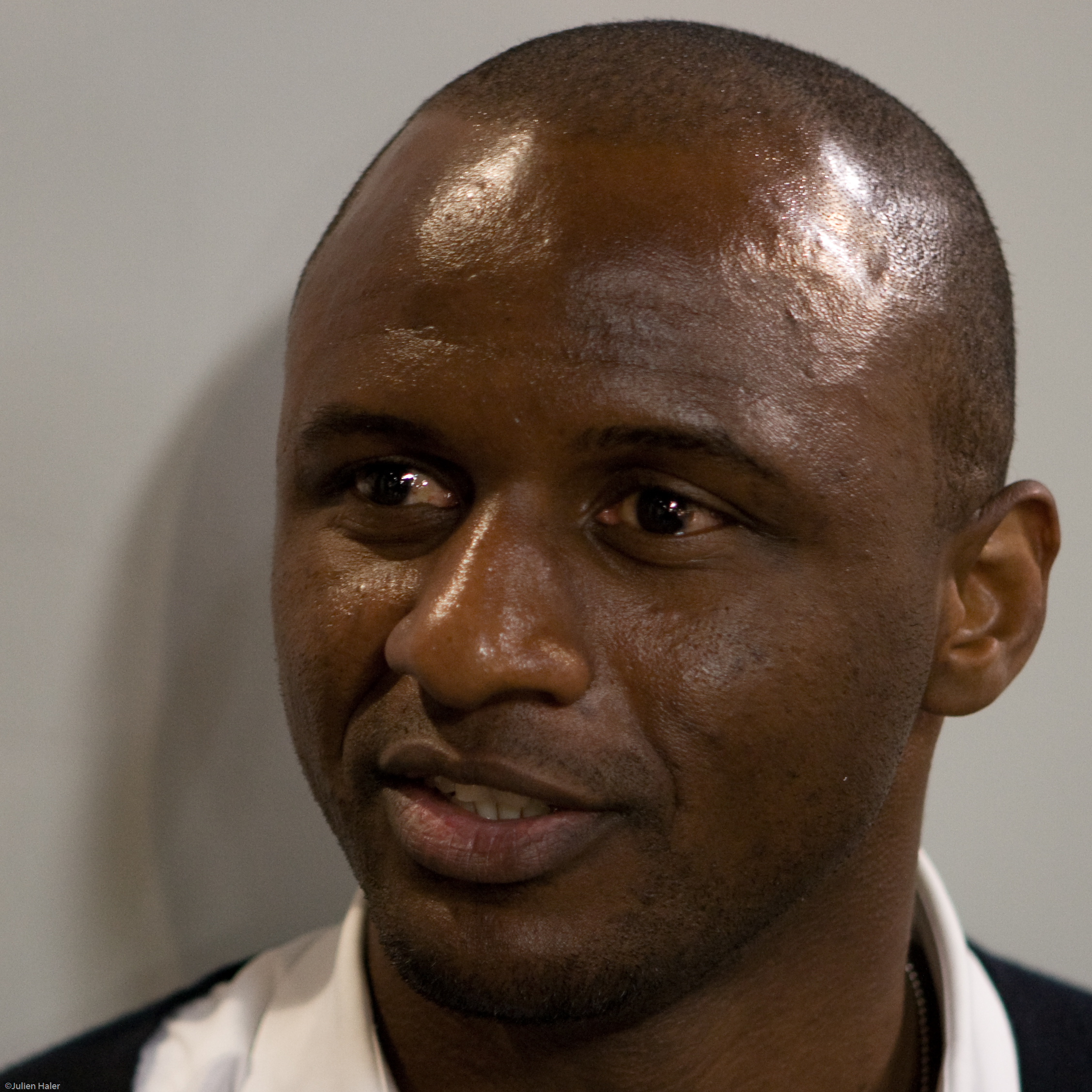
Patrick Vieira (middenvelder)
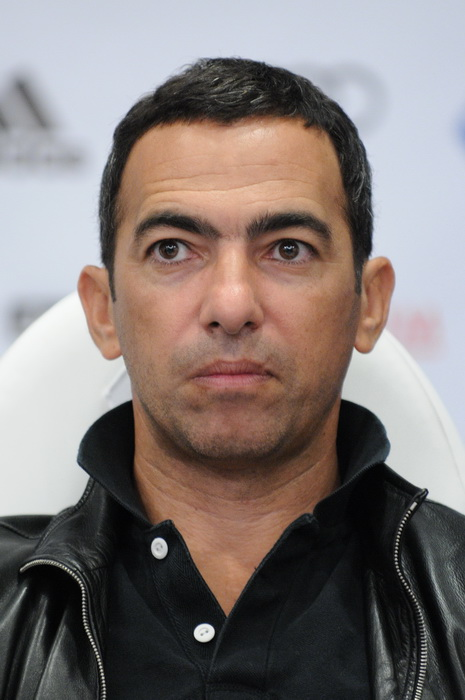
Youri Djorkaeff (middenvelder)
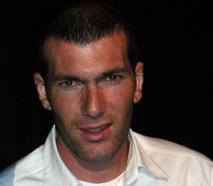
Zinédine Zidane (middenvelder)
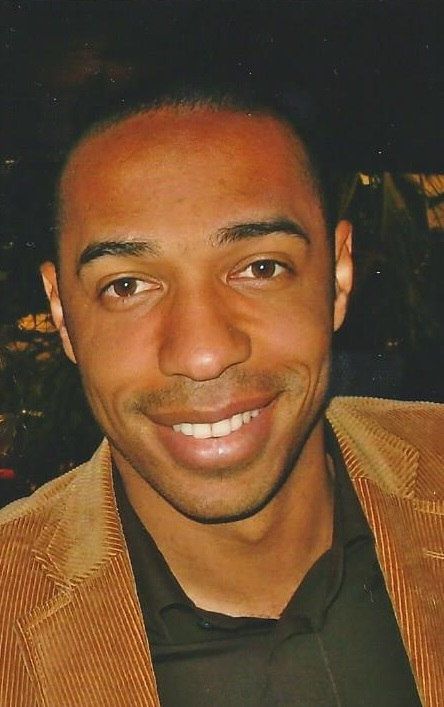
Thierry Henry (aanvaller)
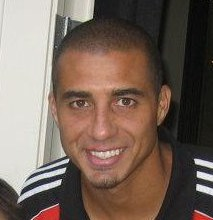
David Trezeguet (aanvaller)

FFF · A-internationals · Selecties · Bondscoaches · Frans vrouwenelftal · Olympisch elftal · Frankrijk U21 · Frankrijk U20 · Frankrijk U19 · Frankrijk U18 · Frankrijk U17 · Frankrijk U16 · Vrouwen U17
1904 – 1919 ·
1920 – 1929 ·
1930 – 1939 ·
1940 – 1949 ·
1950 – 1959 ·
1960 – 1969 ·
1970 – 1979 ·
1980 – 1989 ·
1990 – 1999 ·
2000 – 2009 ·
2010 – 2019 ·
2020 – 2029
EK's: 1984 · 
1992 · 
1996 · 
2000 · 
2004 · 
2008 · 
2012 · 
2016 · 
2020 · 
2024
WK's: 1930 · 
1934 · 
1938 · 
1954 · 
1958 · 
1966 · 
1978 · 
1982 · 
1986 · 
1998 · 
2002 · 
2006 · 
2010 · 
2014 · 
2018 · 
2022
OS: 1900 · 
1908 · 
1920 · 
1924 · 
1948 · 
1952 · 
1960 · 
1968 · 
1976 · 
1984 · 
1996 · 
2020
1904 · 
1905 · 
1906 · 
1907 · 
1908 · 
1909 · 
1910 · 
1911 · 
1912 · 
1913 · 
1914 · 
1915 · 1916 · 1917 · 1918 · 
1919 · 
1920 · 
1921 · 
1922 · 
1923 · 
1924 · 
1925 · 
1926 · 
1927 · 
1928 · 
1929 · 
1930 · 
1931 · 
1932 · 
1933 · 
1934 · 
1935 · 
1936 · 
1937 · 
1938 · 
1939 · 
1940 · 1941  · 
1942 · 
1943 · 1944  · 
1945 · 
1946 · 
1947 · 
1948 · 
1949 · 
1950 · 
1951 · 
1952 · 
1953 · 
1954 · 
1955 · 
1956 · 
1957 · 
1958 · 
1959 ·
1960 · 
1961 · 
1962 · 
1963 · 
1964 · 
1965 · 
1966 · 
1967 · 
1968 · 
1969 ·
1970 · 
1971 · 
1972 · 
1973 · 
1974 · 
1975 · 
1976 · 
1977 · 
1978 · 
1979 ·
1980 · 
1981 · 
1982 · 
1983 · 
1984 · 
1985 · 
1986 · 
1987 · 
1988 · 
1989 · 
1990 · 
1991 · 
1992 · 
1993 · 
1994 · 
1995 · 
1996 · 
1997 · 
1998 · 
1999 · 
2000 · 
2001 · 
2002 · 
2003 · 
2004 · 
2005 · 
2006 · 
2007 · 
2008 · 
2009 · 
2010 · 
2011 · 
2012 · 
2013 · 
2014 · 
2015 · 
2016 · 
2017 · 
2018 ·
2019 ·
2020 ·
2021 ·
2022 ·
2023
Albanië ·
Algerije ·
Andorra ·
Argentinië ·
Armenië ·
Australië ·
Azerbeidzjan ·
België ·
Bolivia ·
Bosnië en Herzegovina ·
Brazilië ·
Bulgarije ·
Canada ·
Chili ·
China ·
Colombia ·
Costa Rica ·
Cyprus ·
Denemarken ·
Duitse Democratische Republiek ·
Duitsland ·
Ecuador ·
Egypte ·
Engeland ·
Estland ·
Faeröer ·
Finland ·
Georgië ·
Gibraltar ·
Griekenland ·
Honduras ·
Hongarije ·
Ierland ·
IJsland ·
Iran ·
Israël ·
Italië ·
Ivoorkust ·
Jamaica ·
Japan ·
Joegoslavië ·
Kameroen ·
Kazachstan ·
Koeweit ·
Kroatië ·
Letland ·
Litouwen ·
Luxemburg ·
Malta ·
Marokko ·
Mexico ·
Moldavië ·
Nederland ·
Nieuw-Zeeland ·
Nigeria ·
Noord-Ierland ·
Noorwegen ·
Oekraïne ·
Oostenrijk ·
Paraguay ·
Peru · 
Polen ·
Portugal ·
Roemenië ·
Rusland ·
Saoedi-Arabië ·
Schotland ·
Senegal ·
Servië ·
Slovenië ·
Slowakije ·
Sovjet-Unie ·
Spanje ·
Togo ·
Tsjechië ·
Tsjecho-Slowakije ·
Tunesië ·
Turkije ·
Uruguay ·
Verenigde Staten ·
Wales ·
Wit-Rusland ·
Zuid-Afrika ·
Zuid-Korea ·
Zweden ·
Zwitserland
Albanië (2016) ·
Argentinië (2018) ·
Argentinië (2022) ·
Australië (2018) · 
België (1904) · 
België (2018) · 
Brazilië (1998) · 
Brazilië (2006) · 
Denemarken (2002) · 
Denemarken (2018) ·
Duitsland (2014) · 
Duitsland (2021) · 
Ecuador (2014) · 
Engeland (1982) · 
Engeland (2012) · 
Engeland (2022) ·
Honduras (2014) · 
Hongarije (2021) · 
Italië (2000) · 
Italië (2006) · 
Italië (2008) · 
Japan (2001) · 
Kameroen (2003) · 
Koeweit (1982) · 
Kroatië (2018) · 
Marokko (2022) ·
Mexico (2010) · 
Nederland (2008) · 
Nigeria (2014) ·
Noord-Ierland (1982) · 
Oekraïne (2012) · 
Oostenrijk (1982) · 
Peru (2018) · 
Polen (1982) · 
Polen (2022) ·
Portugal (2006) · 
Portugal (2016) ·
Portugal (2021) ·
Roemenië (2008) ·
Roemenië (2016) ·
Senegal (2002) · 
Spanje (1984) ·
Spanje (2006) ·
Spanje (2012) ·
Spanje (2021) ·
Togo (2006) ·
Tsjecho-Slowakije (1982) ·
Uruguay (2002) ·
Uruguay (2010) ·
Uruguay (2018) ·
Zuid-Afrika (2010) ·
Zuid-Korea (2006) ·
Zweden (2012) ·
Zwitserland (2006) ·
Zwitserland (2014) ·
Zwitserland (2016) ·
Zwitserland (2021)